# Concentration prédite sans effet
Pour les articles homonymes, voir PNEC.
La concentration prédite sans effet, également connue sous son nom anglais predicted no-effect concentration ou PNEC, est en chimie, toxicologie et écotoxicologie, une méthode de définition des seuils en-deçà desquels une substance est considérée comme non-dangereuse pour les organismes.

## Définition
La concentration prédite sans effet est une estimation du seuil en-dessous duquel une substance est considérée comme inoffensive pour l'environnement. Elle définit la toxicité de cette substance pour tout environnement,.

## Méthode de calcul
La définition d'une concentration prédite sans effet nécessite un recueil de données d'écotoxicité incluant des espèces appartenant à différents niveaux de la chaîne trophique. Deux cas sont envisageables : celui où de nombreuses données sont disponibles et celui où la substance n'a été évaluée qu'auprès de peu d'espèces. Dans le cas où peu de données sont disponibles, c'est l'espèce la plus sensible à la substance évaluée qui détermine le seuil limite. Dans le cas où de nombreuses données ont été rassemblées, la concentration de référence est celle qui permet de protéger 95 % des espèces. Elle est nommée « HC5 ». Dans tous les cas, un facteur d'extrapolation est appliqué à la valeur retenue. Ce coefficient d'extrapolation varie suivant les règlementations nationales,,.
| Information connue | Facteur d'extrapolation                          |
| --- | ------------------------------------------------ |
| Au moins un test de toxicité aiguë | 1/1000                                           |
| Un test de toxicité à long terme | 1/100                                            |
| Deux tests de toxicité à long terme sur des espèces de deux niveaux trophiques différents                                                                                      | 1/50                                             |
| Trois tests de toxicité à long terme sur des espèces de trois niveaux trophiques différents                                                                                    | 1/10                                             |
| Distribution statistique des sensibilités des espèces, incluant au moins quinze valeurs de toxicité chronique pour des espèces de huit groupes taxonomiques différents ou plus | Entre 1 et 1/5 avec justification au cas par cas |
| Études en mésocosme ou de terrain | Étude au cas par cas                             |

## Critiques de la méthodologie
Deux principales critiques sont émises vis-à-vis de la méthodologie de définition des concentrations prédites sans effet. La première tient, comme expliqué ci-dessus, à l'arbitraire du coefficient d'extrapolation fixé par les réglementations. La seconde critique porte sur l'aspect réducteur de ne considérer chaque substance qu'individuellement, alors qu'elles sont présentes concomitamment dans la nature. L'effet cocktail peut engendrer des effets soit additifs, soit synergiques, soit antagonistes, qui ne sont pas mesurables par la méthodologie unitaire des concentrations prédites sans effet.